# Jauna Murmu
Jauna Murmu (* 16. August 1990 in Badkumrum, Odisha) ist eine indische Hürdenläuferin, die sich auf die 400-Meter-Distanz spezialisiert hat.

## Sportliche Laufbahn
Erste Erfahrungen bei internationalen Wettbewerben sammelte Jauna Murmu bei den Hallenasienspielen 2009 in Hanoi, bei denen sie mit der indischen 4-mal-400-Meter-Staffel die Silbermedaille gewann. Im Jahr darauf gewann sie bei den Südasienspielen in Dhaka die Bronzemedaille im 200-Meter-Lauf und bei den Hallenasienmeisterschaften in Teheran gewann sie in 54,56 s die Silbermedaille über 400 Meter hinter der Kasachin Marina Masljonko. Im Oktober nahm sie im Hürdenlauf an den Commonwealth Games in Neu-Delhi teil und schied dort mit 59,86 s in der ersten Runde aus. Sie kam auch im Vorlauf der indischen Stafette zum Einsatz, die in anderer Besetzung im Finale die Goldmedaille gewann. Kurz darauf wurde sie bei den Asienspielen in Guangzhou in 56,88 s Vierte. 2011 wurde sie auf die verbotene Substanz Metandienon getestet und daraufhin für zwei Jahre bis 2014 gesperrt.
2016 gewann sie bei den Südasienspielen in Guwahati die Goldmedaillen im Hürdensprint und mit der indischen Staffel. 2017 nahm sie an den Asienmeisterschaften im heimischen Bhubaneswar teil und belegte dort in 59,11 s den sechsten Platz. 2018 nahm sie erneut an den Asienspielen in Jakarta teil und wurde dort in 57,48 s Vierte. Im Jahr darauf belegte sie bei den Südasienspielen in Kathmandu in 1:03,41 min den fünften Platz.
2015 wurde Murmu indische Meisterin in der 4-mal-400-Meter-Staffel sowie 2019 im 400-Meter-Hürdenlauf. Sie studierte Soziologie am Kalinga Institute of Social Sciences in Bhubaneswar. Sie ist bei einem indischen Unternehmen für Öl und Erdgas angestellt.

## Persönliche Bestleistungen
- 200 Meter: 24,64 s, 8. März 2018 in Patiala
- 400 Meter: 52,78 s, 5. August 2010 in Patiala
  - 400 Meter (Halle): 54,56 s, 26. Februar 2010 in Teheran
- 400 m Hürden: 56,88 s, 25. November 2010 in Guangzhou